# Червона Долина (подкаст)
«Червона Долина» (англ. «Red Valley») — це подкаст у жанрі детектив, написаний Джонатаном Вільямсом, зрежисований Аланом Менделем.
Це детективна аудіодрама, створена «Orpheus Studio Productions», яка спекулює на тему можливості науки, коли двоє головних героїв вирушають у подорож, щоб розкрити приховану правду «Червоної долини». Подкаст розповідається за допомогою вигаданих записів, записаних на диктофон; кожен епізод триває від 11 до 40 хвилин, у середньому 21 хвилину протягом усіх 19 епізодів.
Наразі подкаст складається з двох основних сезонів, а також мінісерійника «Поки ви були у гіперсні» (англ. «While You Were Hypersleeping»). Однак творці подкасту натякали на третій сезон, який знаходиться на стадії розробки та який стане останнім сезоном цієї франшизи.

## Синопсис
Воррен Ґодбі, новий співробітник компанії «Overhead», веде поки невдалу погоню за знахідкою нібито нереальне сховище насіння. Однак із цим таємничим об'єктом не все так, як здається, і Воррен це розуміє, коли зустрічає архіваріуса Ґордона Порлока, який працював над тим, щоб викрити все, що відбувається у «Червоній Долині». Звідси Воррен знайомиться зі світом кріонічного збереження, слухаючи записи подій, що відбулися в цьому закладі, передані йому його колегою Ґордоном, перш ніж вони врешті-решт вирушать у подорож, щоб дізнатися правду про Червону долину, яка відбудеться до Ґленко, Шотландія, де розташоване сховище насіння.
Однак за межами поверхневого рівня лежить набагато більше, як у прямому, так і в переносному значенні, оскільки Ґордон і Воррен знаходять те, що шукали, просто за горою Бейнн-Беґґ. Коли вони розкривають одну правду, відкривається ще сотня инших, і головні герої змушені зіткнутися з жорстокою реальністю того, що насправді сталося у «Червоній Долині», і брехнею, яка слідувала за тим.

## Сюжет

### 1 сезон
Воррен Ґодбі, бухгалтер «Overhead Industries», намагається з'ясувати, що сталося з дослідницькою станцією «Червона Долина». Він отримує допомогу від Ґордона Порлока, архіваріуса тієї ж компанії, який володіє декількома записами останнього мешканця «Червоної Долини», Обрі Вудса. Завдяки записам Воррен дізнається про експерименти зі збереження кріонів, які «Overhead» проводив на дослідницькій станції. Обоє їдуть на вокзал. Після прибуття в «Червону Долину» вони дізнаються, що Воррен був одним із піддослідних і єдиним, хто вижив у процесі, хоча він втратив спогади про ці події. Ґордону доводиться вибирати між вбивством або роботою доглядача, на яку він погоджується. Воррен повертається в гіперсон.
Мінісеріал «Поки ви були у гіперсні» (англ. «While You Were Hypersleeping») розгортається одразу після 1 сезону та оповідає зайняття Ґордона між першим та другим сезонами.

### 2 сезон
На цей час Воррен і Ґордон живуть на дослідницькій станції. Брайоні Галбеч продовжує експерименти з Ворреном, тоді як Ґордон змушений все записувати та архівувати. Воррена кілька разів вводять і виводять із гіперсону, що починає негативно впливати на його фізичне та психічне здоров'я. Ґордон зв'язується з Обрі Вудом, який тікає від Верхеда, але ховається поблизу станції. Вона хоче припинити те, що відбувається. Брайоні звільняють після того, як директори «Overhead» дізнаються про її неетичні методи через записи Ґордона. Брайоні стріляє в Ґордона за цю ймовірну зраду, і Воррен впадає в шок. Обрі, який пробрався на станцію, щоб допомогти Ґордону та Воррену втекти, вводить обох у гіперсон, щоб врятувати їм життя. Через 44 роки Обрі розбудив Воррена.

## Персонажі
- Воррен Ґодбі — бухгалтер відділу «Overhead Industries». Ґордон описує Воррена як нервову людину, судячи з їхньою першої зустрічі, хоча в цьому є певна правда, Воррен також є дуже саркастичною людиною, яка використовує свій сарказм і дотепність як захисний механізм. Він схильний до дрібних суперечок, бажає, щоб останнє слово залишалось за ним. Ближче до другої половини серіалу, зокрема у 2 сезоні і далі, психічний стан Воррена починає погіршуватися, що своєю чергою виявляє певні його раніше приховані риси, такі як: його нездатність оцінити, чому і що хтось від нього просить; його надмірна прямолінійність у відповідях; його сарказм. Він продовжує розмову, коли инші вже перейшли на другу тему або коли вони повністю відмовилися від обговорення певної теми, про яку він буде й далі розмірковувати вголос. У першому епізоді «Черепаха» Ґордон Порлок описує Воррена як людину з «маленькими дитячими руками» та певною бородою, яку він описує як «лобкова».[1] Його дружина Карен описує його як «білого хлопця»[2] у 5 епізоді «Моріор Нескорений»; і зазначає, що він «блідий», у другій частині міні-серіалу: «Поки ви були у гіперсні». У цьому ж епізоді він називає себе рудим.
- Ґордон Порлок — архіваріус відділу «Overhead Industries». Глибоко пристрасна і добра людина. Хоча у нього є проблеми з природою кріонічних досліджень, він має кілька книг і аудіокниг про кріоніку, демонструючи справжній інтерес до науки, яку він ретельно дослідив. Він також намагається зробити все можливе, щоб втішити людей будь-якими доступними засобами, включаючи безглузді розмови або жарти. Як доглядач закладу «Червоної Долини», йому часто наказують лагодити або обслуговувати обладнання та инші пристрої, він також готує чай і каву з печивом для персоналу без прохання від останнього. Зовнішньо він схожий на нервову, тривожну та соціально незграбну людину. Сам Ґордон зазначив про це: «Я боявся всього. Я боявся людей. Розмовляти з людьми телефоном. Або особисто. Або де завгодно. Ідея зателефонувати у службу підтримки клієнтів, тому що мій Wi-Fi перервався, або торгуватися за оновлення мого телефону — змушує мене пітніти».
- Обрі Вуд — колишня помічниця-дослідниця «Red Valley Facility».
- Клайв Шилл — помічник-дослідник «Red Valley Facility». Клайв вважає себе важливішим, ніж він є насправді. У фінальному епізоді першого сезону Брайоні зауважує це, кажучи, що Клайв вважає, що він «великий дурень», хоча насправді він, за її власними словами, «шмат лопати».[3] Він пишається своєю здатністю вигадувати креативні образи та погрози, використовуючи їх майже до кожного иншого персонажа, особливо до Ґордона.
- Брайоні Гелбіч — головна науковиця «Red Valley Facility». Вона дуже серйозно ставиться до себе та своєї роботи. Вона присвячує години за годинами своєму дослідженню, проводячи цілі ночі без сну. Кілька персонажів відзначили її майже робототехнічну природу, яка постійно проявляється в її діях, наприклад, її готовність піддати Воррена серйозній травму, щоб зібрати більше даних, попри те, що і як завдає шкоди психіці Воррена. Її слова завжди прямі та доречні. Вона, перш за все, віддана свой роботі та посаді, і не сприймає будь-яких зауважень, які малюють її в негативному світлі, оскільки вона вважає, що будь-які та всі наслідки її дій можна вибачити через її щире бажання просувати науку світ. Вона часто висловлює свою позицію щодо смерті по-різному: хоча вона не обов'язково хоче чиєїсь смерті, вона без вагань може вбити будь-кого, хто стане на її шляху.
- Памела Дженнінс — помічниця-дослідниця «Red Valley Facility». Вона, як Ґрейс і Брайоні, серйозно ставиться до роботи, яка триває у «Червоній Долині». Проте, навідмінно від своїх колег-дослідників, вона намагається бути доброю з Ґордоном і Ворреном, навіть стаючи на бік вимоги кращого ставлення до Ґордона, коли тим керують Клайв або Ґрейс. Крім того, видно як вона щиро піклується про здоров'я Воррена, наприклад як було зазначено, що вона вагалася відправити Воррена назад у гіперсон, оскільки він був помітно спантеличеним і не був належним чином підготовлений до подібної процедури.[4]
- Деґрейшс Мелей (Ґрейс) — науковий помічник закладу «Red Valley Facility».

## Виробництво
Red Valley записується та продюсується на «Orpheus Studio» у Лондоні. Перший сезон складається з 6 епізодів, другий сезон з 8 епізодів; спінн-офф мінісеріал: з 4 епізодів, які з'єднують обидва сезони. Третій і останній сезон вийде у 2023 році. 3 сезон було профінансовано через краудфандинґову кампанію, яка тривала з серпня по жовтень 2022 року. Обкладинку створив Джон Кук Лінч. Подкаст є частиною «Fable» and «Folly Network».

## Критика
У 2020 році шоу отримало нагороду «Audio Verse Award» у категорії «Вокальна композиція» за пісню Morior Invictus, а також було номіновано в категорії «Вокальна режисура». На церемонії «Audio Verse Awards 2022» Девід Чарльз, Робін Геллієр і Розі Оуен були номіновані в категорії «Найкращий запрошений виконавець в триваючій постановці» за свої ролі у другому сезоні шоу.
Сценарист і актор озвучування Аласдер Стюарт називає сценарій «настільки смішним, наскільки тривожним». У «Червоній долині» «[к]омедія [...], жахи та наукова фантастика стикаються, і кінцевий результат надзвичайно вражає». У своєму огляді другого сезону він називає шоу «жахливою, веселою, зворушливою історією» про науку, спокуту, провину, кохання та роботу на людину, яка погрожує згодувати тобі твої ж власні зуби» і порівнює це з тим, «що б сталося, якби Джон Віндем написав Офіс».
В епізоді шоу «BBC Sounds» Podcast Radio Hour аудіопродюсер і консультант Елла Воттс коментує, що основною темою «Червоної Долини» є поводження з людьми, засудженими за злочин, яких вважають недолюдьми. Вона також відзначає, наскільки обґрунтованою та реалістичною виглядає «Червона Долина» для науково-фантастичного шоу, і хвалить текст за його чіткі голоси героїв.